# Tetramorium wagneri
Tetramorium wagneri är en myrart som beskrevs av Hugo Viehmeyer 1914. Tetramorium wagneri ingår i släktet Tetramorium och familjen myror. Inga underarter finns listade i Catalogue of Life.